# On Melancholy Hill
"On Melancholy Hill" er en sang af Gorillaz, fra albummet Plastic Beach fra 2010. Sangen blev udgivet som albummets anden single d. 26. juli.

## Musikvideo
En stor oceanliner (M. Harriet) er under angreb fra to fly. Et besætningsmedlem opsøger den rigtige Noodle som har overlevet El Mañana, i hendes værelse og tilbyder at eskortere hende til redningsbådene, men hun åbner en geværkuffert og går forbi besætningsmedlemmet med en Thompson maskinpistol. Sangen begynder med Noodle der åbner ild på de to angribende fly. Hun formår at skyde et fly ned, men når ikke at skyde det andet. Det andet fly smider en bombe over skibet. Mens skibet synker og Noodle klatrer i en redningsbåd med hendes guitar. Lidt senere, en gigantisk udgave af trommeslageren Russel Hobbs svømmer under Noodle's redningsbåd.
Resten af videoen viser Murdoc, 2-D og Cyborg Noodle sejle gennem det dybe hav med en flåde af ubåde, bemandet af alle de samarbejdspartnere, medvirket til at gøre albummet (f.eks De La Soul, Snoop Dogg, og Gruff Rhys). De stiger op til overfladen, hvor en stor søko sidder oven på en lille ø. Murdoc opdager The Boogieman bag søkoen og beordrer Cyborg Noodle til at skyde. Cyborg Noodle skyder på Boogieman, men kuglerne gøre ham ingenting. Han tager fat i søkoen og forsvinder ned i havet. Over havet først gemt i tæt tåge dukker affalds-øen Plastic Beach frem.
De nedenstående figurer og personer optræder i musikvideoen. Tallet foran hver notering refererer til hvornår hvor i videoen, de første gang optræder.
- 0:12 – Noodle
- 1:18 – Murdoc Niccals
- 1:22 – 2D
- 1:23 – Cyborg Noodle
- 2:03 – Lou Reed
- 2:07 – Gruff Rhys
- 2:11 – Snoop Dogg
- 2:17 – Mick Jones and Paul Simonon
- 2:33 – Superfast Jellyfish (reference til sangen på albummet)
- 2:45 – De La Soul (venstre mod højre: Maseo, Dave, Posdnous)
- 3:16 – Russel Hobbs
- 3:39 – The Boogieman